# Viinistu
Viinistu is een plaats in de Estlandse gemeente Kuusalu, provincie Harjumaa. De plaats heeft de status van dorp (Estisch: küla).

## Bevolking
Het dorp had 119 inwoners op 31 december 2011 en 97 inwoners op 31 december 2021.

## Ligging
De plaats ligt op het schiereiland Pärispea.